# 하와이 퍼시픽 대학교
하와이 퍼시픽 대학교(Hawaii Pacific University, HPU)는 미국의 하와이주 다운타운 호놀룰루에 위치한 사립 대학이다. 수산양식 연구 시설이 마카푸 포인트에 위치해 있다. 이 대학교는 오아후섬의 군사 시설에도 존재한다.

## 역사
하와이 퍼시픽 대학교는 1965년에 '하와이 퍼시픽 칼리지'(Hawaiʻi Pacific College)라는 교명으로 폴 C.T. 루, 유레카 포브스, 엘리자베스 W. 켈러맨, 레버렌드 에드먼드 워커에 의해 설립되었다.